# Mania (Göttin)
Mania gilt in der römischen Mythologie als eine Göttin.
Ein Kult ist nicht belegt und die wenigen überlieferten Inschriften sind umstritten.
Nach Georg Wissowa ist eine Göttin Mania das Konstrukt antiker Gelehrter, darunter Marcus Terentius Varro, wo sie eine von mehreren Gestalten ist, die mit der Mater Larum gleichgesetzt wurden. Sextus Pompeius Festus bezeichnet sie als Mutter oder Großmutter der Larvae und der Manes.
Es soll sich nach Wissowa vielmehr um die mythologisierende Ausdeutung eines Brauches beim Fest der Compitalien gehandelt haben, bei denen es üblich war, Maniae, kleine Puppen aus Mehl oder Wolle für die Lares und Manes an den Wegkreuzungen aufzuhängen.
Nach Macrobius sollen diese Puppen als Ersatz für zur Zeit des letzten römischen Königs Tarquinius Superbus dargebrachte Menschenopfer gedient haben.
Hauptsächlich seien Knaben geopfert worden.
Lucius Iunius Brutus, der erste Konsul der römischen Republik, habe diese Sitte beendet. 
Das Orakel von Delphi hatte „Haupt für Haupt“ als Opfer gefordert, der Konsul befahl daher, statt Kinderköpfen Mohnköpfe und Knoblauchknollen zu opfern.
Die an der Haustür aufgehängten Püppchen dienten dann der Abwehr von Unheil.
Übertragen wurden auch Popanze und Schreckgespenster für Kinder als „Maniae“ bezeichnet.
Der Name Mania leitet sich daher nicht vom griechischen Mania (Μανία „Raserei“, „Wahnsinn“; vgl. Manie) her, sondern eben von den Manen der Compitalien.